# Amarech Bekalo
 (décembre 2022).
République fédérale démocratique d'Éthiopie
Amarech Bekalo (Ge'ez : አማረች በካሎ) est une des 112 membres du Conseil de la Fédération éthiopien. Elle est une des 54 conseillers de l'État des nations, nationalités et peuples du sud et représente le peuple Dawro.
En 2022, elle préside la commission parlementaire qui examine et rejette le rapport de performance du ministre de l'Industrie Melaku Allebel.